# Гречишникова, Елизавета Андрияновна
Елизавета Андрияновна Гречишникова (12 декабря 1983, Уфа) — российская легкоатлетка. Победитель и призёр чемпионата России 2009. Участник чемпионата мира 2009 года, Олимпийских игр 2012 года.

## Биография
Обучалась в школе-интернате спортивного профиля олимпийского резерва. В 2006 году окончила Башкирский государственный педагогический университет (факультет физической культуры). Имеет звание мастера спорта по лёгкой атлетике, мастера спорта России международного класса, старшего сержанта полиции.
Тренеры — М. Л. Храмов, Г. В. Гречишников.
Супруг — Гречишников, Григорий Валентинович (род. 8 декабря 1980 года в Берсеневке), многократный победитель и призёр всероссийских соревнований по служебному двоеборью. Мастер спорта. Окончил Уфимский юридический институт МВД РФ, капитан полиции.
На Олимпиаде в Лондоне выступала на дистанции 10000 метров и с результатом 32:11.32 заняла 19-е место в финале.

## Дисквалификация
В мае 2018 года Спортивный арбитражный суд (CAS) дисквалифицировал на два года Елизавету Гречишникову. После перепроверки допинг-проб у спортсменки обнаружен запрещенный стероид туринабол. Срок дисквалификации начинается с 18 мая 2017 года.